# Symfonie nr. 4 (Berg)
Natanael Berg voltooide zijn symfonie nr. 4 Pezzo Sinfonico in 1918.
De Zweedse symfonie was in die dagen nogal traditioneel, totdat Hugo Alfven de stroming moderniseerde. Sindsdien stond de ontwikkeling weer stil en Berg en zijn vriend Kurt Atterberg wilden daar verandering in brengen. Zij wilden meet vrolijkheid in het genre brengen, hetgeen verafschuwd werd door Wagner-epigoon Andreas Hillen. Berg en Atterberg sloten een weddenschap, die uitmondde in een lichte symfonie van Berg en de lichtste symfonie van Atterberg: Sinfonia piccola. De symfonie van Berg heeft het karakter gekregen van een suite; uiteindelijk kreeg Berg de boete, zijn stuk was iets te lang, dan conform de afspraak. De eerste uitvoering was op 20 maart 1919 door het Stockholm Kamerförening onder leiding van Georg Schneevoigt.

## Muziek

### Delen
De muziek is romantisch, maar erg licht van karakter, ook de subtitels geven dat weer. Het werk is in vier delen:
1. Drömmeri (dromerij) (Andantino)
2. Älvalek (elvenspel) (Quasi presto grazioso)
3. Romans (romance) (Andante non troppo)
4. Lyvsira (levensdelirium) (Presto)

### Orkestratie
- 2 dwarsfluiten, 2 hobo’s, 2 klarinetten, 2 fagotten;
- 4 hoorns, 2 trompetten, 3 trombones, 1 tuba (deel uitmakend van de afspraak met Atterberg)
- 1 stel pauken, percussie, 1 harp
- violen, altviolen, celli, contrabassen

## Discografie
- Uitgave Sterling: Zweeds Radio Symfonieorkest o.l.v. Göran W. Nilson (1976)
- Uitgave Phono Suecia: idem o.l.v. Mats Rondin (2002)